# Elecciones regionales de Lima de 2002
Las elecciones regionales de Lima de 2002 se llevaron a cabo el 17 de noviembre de 2002 para elegir al presidente regional, al vicepresidente regional y al Consejo Regional para el periodo 2003-2006. La elección se celebró simultáneamente con elecciones regionales y municipales (provinciales y distritales) en todo el Perú.

## Sistema electoral
El Gobierno Regional de Lima es el órgano administrativo y de gobierno del departamento de Lima. Está compuesto por el presidente regional, el vicepresidente regional y el Consejo Regional.
La votación del presidente, vicepresidente y consejo regional se realiza en base al sufragio universal, que comprende a todos los ciudadanos nacionales mayores de dieciocho años, empadronados y residentes en el departamento de Lima y en pleno goce de sus derechos políticos.
El Consejo Regional de Lima está compuesto por 9 consejeros elegidos por sufragio directo para un período de cuatro (4) años, en forma conjunta con la elección del presidente regional. La votación es por lista cerrada y bloqueada. Se asigna a la lista ganadora los escaños según el método d'Hondt o la mitad más uno, lo que más le favorezca.

## Partidos y candidatos
A continuación se muestra una lista de los principales partidos y alianzas electorales que participaron en las elecciones:
| Candidatura | Candidatura | Partidos y alianzas | Candidato | Candidato                 | Ideología                                               | Ref. |
| ----------- | ----------- | --- | --------- | ------------------------- | ------------------------------------------------------- | ---- |
|             | APRA        | Lista - Partido Aprista Peruano (APRA) |           | Miguel Mufarech Nemy      | Aprismo                                                 |      |
|             | AP          | Lista - Acción Popular (AP) |           | Álvaro Alarco Santisteban | Humanismo Nacionalismo cívico Reformismo                |      |
|             | UPP         | Lista - Agrupación Independiente Unión por el Perú - Frente Amplio (UPP)                                                                    |           | Ricardo Letts Colmenares  | Liberalismo Progresismo Socialdemocracia                |      |
|             | PP          | Lista - Perú Posible (PP) |           | Víctor Tuesta Zuta        | Socioliberalismo Democracia liberal Tercera vía         |      |
|             | SP          | Lista - Somos Perú (SP) |           | Vladimir Paz de la Barra  | Democracia cristiana Conservadurismo social             |      |
|             | UN          | Lista - Unidad Nacional (UN) – Partido Popular Cristiano (PPC) – Solidaridad Nacional (SN) – Renovación Nacional (RN) – Cambio Radical (CR) |           | Nelson Chui Mejía         | Democracia cristiana Conservadurismo Neoliberalismo     |      |
|             | MNI         | Lista - Movimiento Nueva Izquierda (MNI) |           | Ciro Silva Paredes        | Marxismo-leninismo Mariateguismo Socialismo democrático |      |
|             | FD          | Lista - Fuerza Democrática (FD) |           | Paul Caro Gamarra         | Reformismo                                              |      |
|             | RD          | Lista - Reconstrucción Democrática (RD) |           | Antonio Gonzales Vargas   | Humanismo                                               |      |

## Resultados

### Sumario general
|                        |                                                                  |              |              |              |            |            |
| Partidos y coaliciones | Partidos y coaliciones                                           | Voto popular | Voto popular | Voto popular | Consejeros | Consejeros |
| Partidos y coaliciones | Partidos y coaliciones                                           | Votos        | %            | ±pp          | Total      | +/−        |
|                        | Partido Aprista Peruano (APRA)                                   | 133,681      | 36.25        | n/a          | 6          | n/a        |
|                        | Unidad Nacional (UN)                                             | 75,869       | 20.57        | n/a          | 2          | n/a        |
|                        | Somos Perú (SP)                                                  | 53,637       | 14.54        | n/a          | 1          | n/a        |
|                        | Perú Posible (PP)                                                | 37,392       | 10.14        | n/a          | 0          | n/a        |
|                        | Acción Popular (AP)                                              | 28,110       | 7.62         | n/a          | 0          | n/a        |
|                        | Agrupación Independiente Unión por el Perú - Frente Amplio (UPP) | 11,245       | 3.05         | n/a          | 0          | n/a        |
|                        | Fuerza Democrática (FD)                                          | 9,982        | 2.71         | n/a          | 0          | n/a        |
|                        | Reconstrucción Democrática (RD)                                  | 9,579        | 2.60         | n/a          | 0          | n/a        |
|                        | Movimiento Nueva Izquierda (MNI)                                 | 9,290        | 2.52         | n/a          | 0          | n/a        |
|                        |                                                                  |              |              |              |            |            |
| Total                  | Total                                                            | 368,785      |              |              | 9          | n/a        |
|                        |                                                                  |              |              |              |            |            |
| Votos válidos          | Votos válidos                                                    | 368,785      | 85.54        | n/a          |            |            |
| Votos en blanco        | Votos en blanco                                                  | 34,472       | 8.00         | n/a          |            |            |
| Votos nulos            | Votos nulos                                                      | 27,890       | 6.47         | n/a          |            |            |
| Votos emitidos         | Votos emitidos                                                   | 431,147      | 85.60        | n/a          |            |            |
| Abstenciones           | Abstenciones                                                     | 72,546       | 14.40        | n/a          |            |            |
| Votantes registrados   | Votantes registrados                                             | 503,693      |              |              |            |            |
|                        |                                                                  |              |              |              |            |            |
| Fuente:                |                                                                  |              |              |              |            |            |

### Autoridades electas
| Cargo                           | Autoridad electa | Autoridad electa         | Partido político | Partido político        |
| ------------------------------- | ---------------- | ------------------------ | ---------------- | ----------------------- |
| Presidente Regional de Lima     |                  | Miguel Mufarech Nemy     |                  | Partido Aprista Peruano |
| Vicepresidenta Regional de Lima |                  | Luis Alva Odría          |                  | Partido Aprista Peruano |
| Consejero Regional de Lima      |                  | Lino Cerna Manrique      |                  | Partido Aprista Peruano |
| Consejero Regional de Lima      |                  | Ricardo Ibáñez Orellana  |                  | Partido Aprista Peruano |
| Consejera Regional de Lima      |                  | Carmen Carvallo Gauthier |                  | Partido Aprista Peruano |
| Consejero Regional de Lima      |                  | Jhony Robles Anchante    |                  | Partido Aprista Peruano |
| Consejero Regional de Lima      |                  | Carlos Flores Balcázar   |                  | Partido Aprista Peruano |
| Consejero Regional de Lima      |                  | Pelagia Saldaña Sañés    |                  | Partido Aprista Peruano |
| Consejero Regional de Lima      |                  | Santos Quispe Murga      |                  | Unidad Nacional         |
| Consejera Regional de Lima      |                  | Manuela Dextre Fuertes   |                  | Unidad Nacional         |
| Consejera Regional de Lima      |                  | Nila Salazar Castillo    |                  | Somos Perú              |